# Virginischer Wacholder
Der Virginische Wacholder (Juniperus virginiana), auch Bleistiftzeder, Virginische Zeder oder Virginische Rotzeder genannt, ist die größte Pflanzenart der Gattung Wacholder (Juniperus). Er ist in Nordamerika beheimatet. 1664 wurde er nach Europa eingeführt, wo er völlig winterhart ist. In mitteleuropäischen Gärten wird häufig die schmale, blaugrüne Säulenform 'Skyrocket' angepflanzt. Alle Teile des Virginischen Wacholders gelten als giftig; wie stark, ist allerdings umstritten.

## Beschreibung

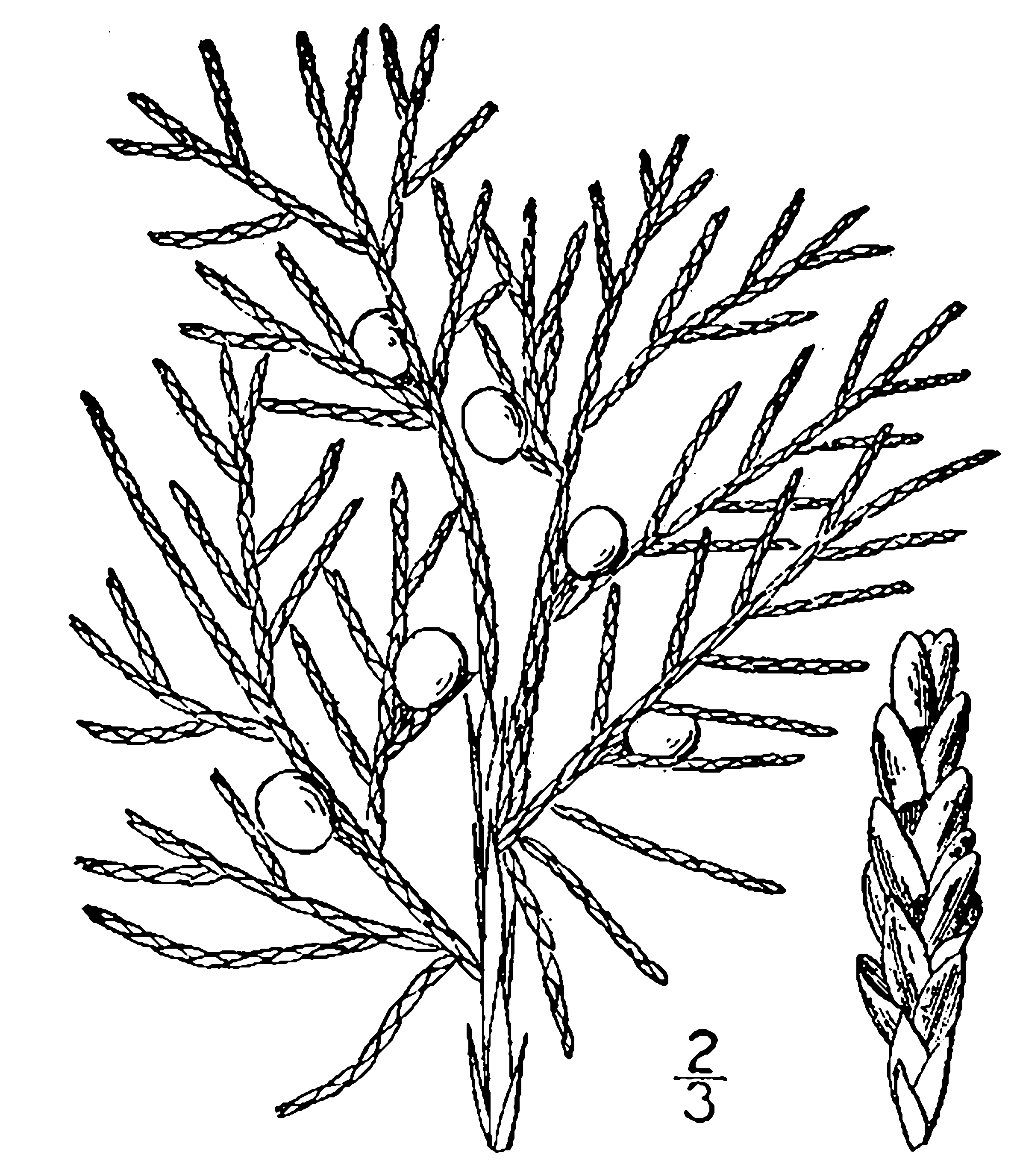
Illustration

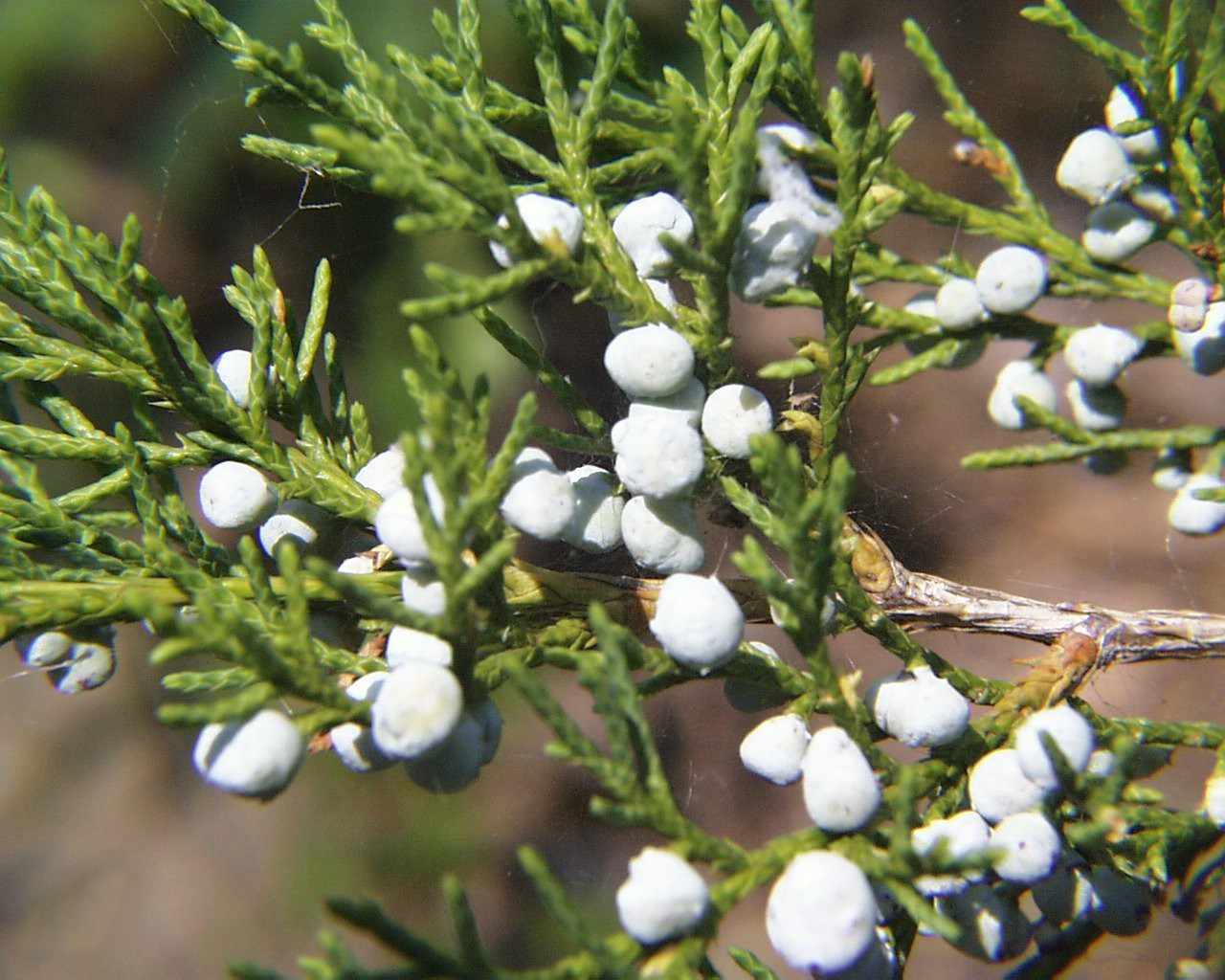
Zweig mit Zapfen

### Vegetative Merkmale
Der langsamwüchsige Virginische Wacholder erreicht Wuchshöhen von 15 bis 25 Metern, unter Optimalbedingungen aber auch bis 40 Metern mit einem Stammdurchmesser bis zu 1 Meter. Das Höchstalter wird mit bis 300 Jahren angegeben. Der Virginische Wacholder bildet eine Pfahlwurzel aus. Die Borke ist braun gefärbt.
Es werden sowohl 3 bis 9 Millimeter lange nadelförmige Blätter als auch 1 bis 5 Millimeter lange schuppenförmige Blätter (sie überlappen sich auf mindestens ein Viertel ihrer Länge) ausgebildet. Die Blätter riechen zerrieben aromatisch und haben eine Lebensdauer von ein bis drei Jahren.

### Generative Merkmale
Der Virginische Wacholder ist meist einhäusig (monözisch), in Einzelfällen auch zweihäusig (diözisch) getrenntgeschlechtig. Er blüht im März bis Mai. Die gestielten, kugeligen bis eiförmigen, bei Reife blau-bereiften bis bräunlich-blauen Zapfen sind 3 bis 7 Millimeter groß und enthalten ein bis drei Samen. Die Zapfen reifen im ersten Jahr von September bis November. Die Samen sind 1,5 bis 4 Millimeter groß.
Die Chromosomenzahl beträgt 2n = 22.

## Vorkommen

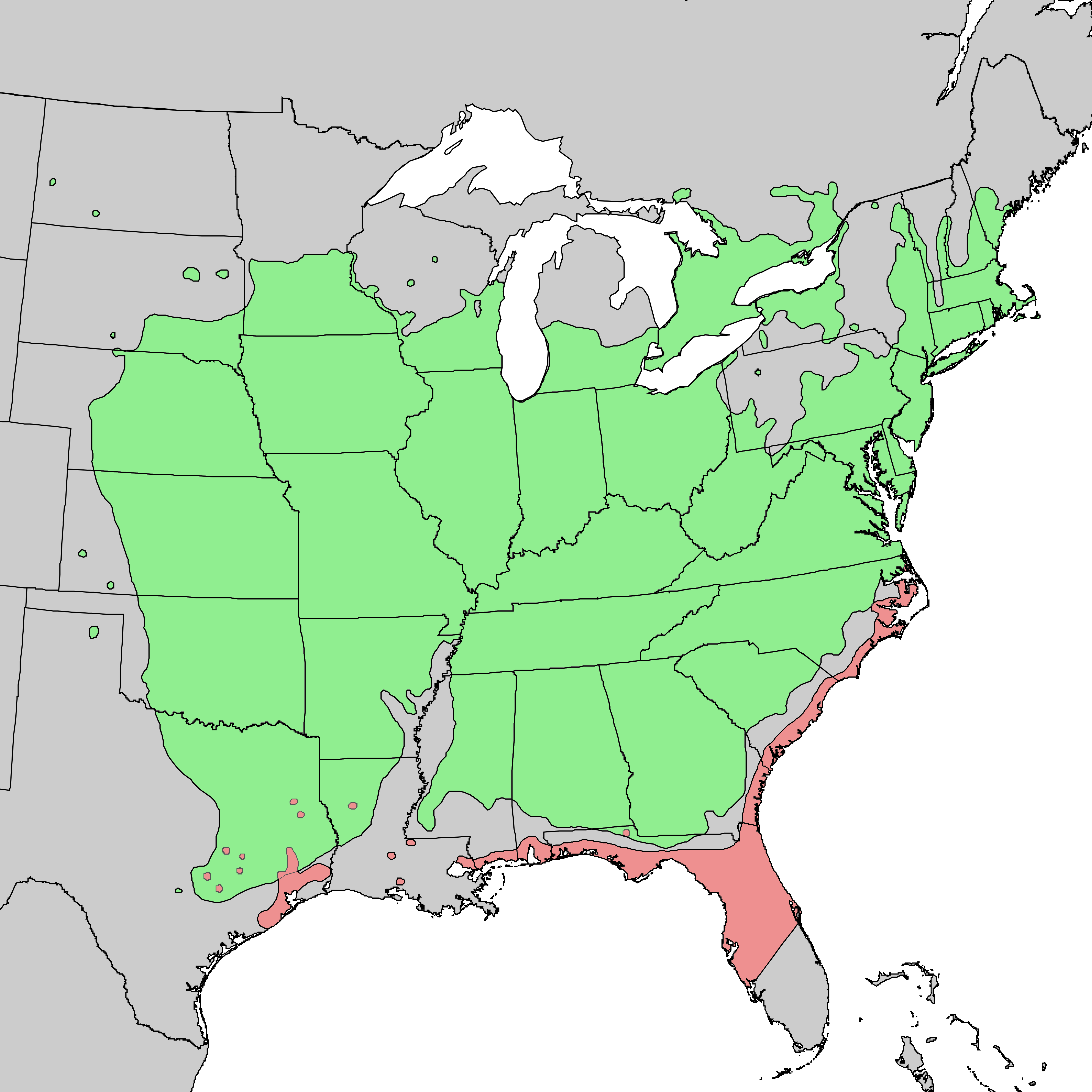
Karte des Verbreitungsgebietes

Das Verbreitungsgebiet des Virginischen Wacholder liegt mit 2 Varietäten in der östlichen Hälfte Nordamerikas von den kanadischen Provinzen Québec und Ontario bis nach den Bundesstaaten Nordflorida und Texas im Süden der USA. In den Bundesstaaten Colorado und Oregon hat sich dieser Wacholder ausgehend von Anpflanzungen ausgebreitet.
Der Virginische Wacholder stockt auf flachgründigen, nährstoffarmen Felsböden oder auf nassen bis sumpfigen, tiefgründigen Böden. Er bildet zum Teil Reinbestände, meist aber kommt er in Mischwäldern mit Kiefern- und Eichenarten vor. Die Varietät Juniperus virginiana L. var. silicicola findet man auf Küstendünen und küstennahen Flusssandbänken in niedrigen Höhenlagen bis maximal 15 Meter Meereshöhe.
In den Great Plains der USA kann dieser Wacholder als invasive Art unkrautartig auftreten.

## Giftigkeit
Der Virginische Wacholder enthält in den Nadeln ca. 0,2 % ätherisches Öl mit den Hauptkomponenten Sabinen, alpha-Pinen, gamma-Terpinen und Limonen. Bei diesen Inhaltsstoffen liegt der Verdacht vor, dass sie krebserregend sind.
Nach Sabinen-Kontakt erfolgte ein signifikanter Anstieg der Häufigkeit spontaner Tumoren durch Verwendung von Holzspänen als Streu in Käfigen mit empfindlichen Mäusestämmen.
Bei Aufnahme größerer Mengen Nadeln des Virginischen Wacholders können Durchfälle auftreten. Andererseits wird aus den beerenförmigen Zapfen Gin gemacht. Laut North Carolina State University’s Consumer Horticulture Website ist Juniperus virginiana bei Nahrungsaufnahme nur leicht giftig.

## Nutzung
Der Virginische Wacholder ist ein Kernholzbaum mit rotbraunem, wohlriechendem Kern. Das Holz ist dauerhaft, leicht zu bearbeiten und zu schnitzen. Es wird oft zur Herstellung von Bleistiften verwendet. Es findet auch im Instrumentenbau als Block der Blockflöte Verwendung. Es wird auch als „Mottenschutz“ oder für Humidore verwendet.

## Systematik
Die Erstveröffentlichung von Juniperus virginiana erfolgte durch Carl von Linné.
Von Juniperus virginiana gibt es zwei Varietäten:
- Juniperus virginiana L. var. virginiana: Sie kommt in den kanadischen Provinzen Ontario und Québec vor. Sie besiedelt die US-Bundesstaaten North Dakota, South Dakota, Nebraska, Kansas, Oklahoma und Texas sowie alle weiteren ostwärts gelegenen Bundesstaaten.[5]
- Juniperus virginiana var. silicicola (Small) A.E.Murray (Syn.: Juniperus silicicola (Small) L.H.Bailey)[6] an den Küsten der östlich am Atlantik liegenden US-amerikanischen Bundesstaaten nördlich beginnend mit North Carolina, weiter Richtung Süden mit South Carolina, Georgia und dem nördlichen Florida; nun westwärts entlang der Küsten am Golf von Mexiko mit Alabama, Mississippi, Louisiana und Texas.[7]

## Gefährdung
Der Virginische Wacholder wird von der Weltnaturschutzunion IUCN als nicht gefährdet = Least Concern bezeichnet. Der Bestand nimmt zu und breitet sich unter anderem auf brachliegenden Äckern und an Straßenrändern aus.

## Bilder

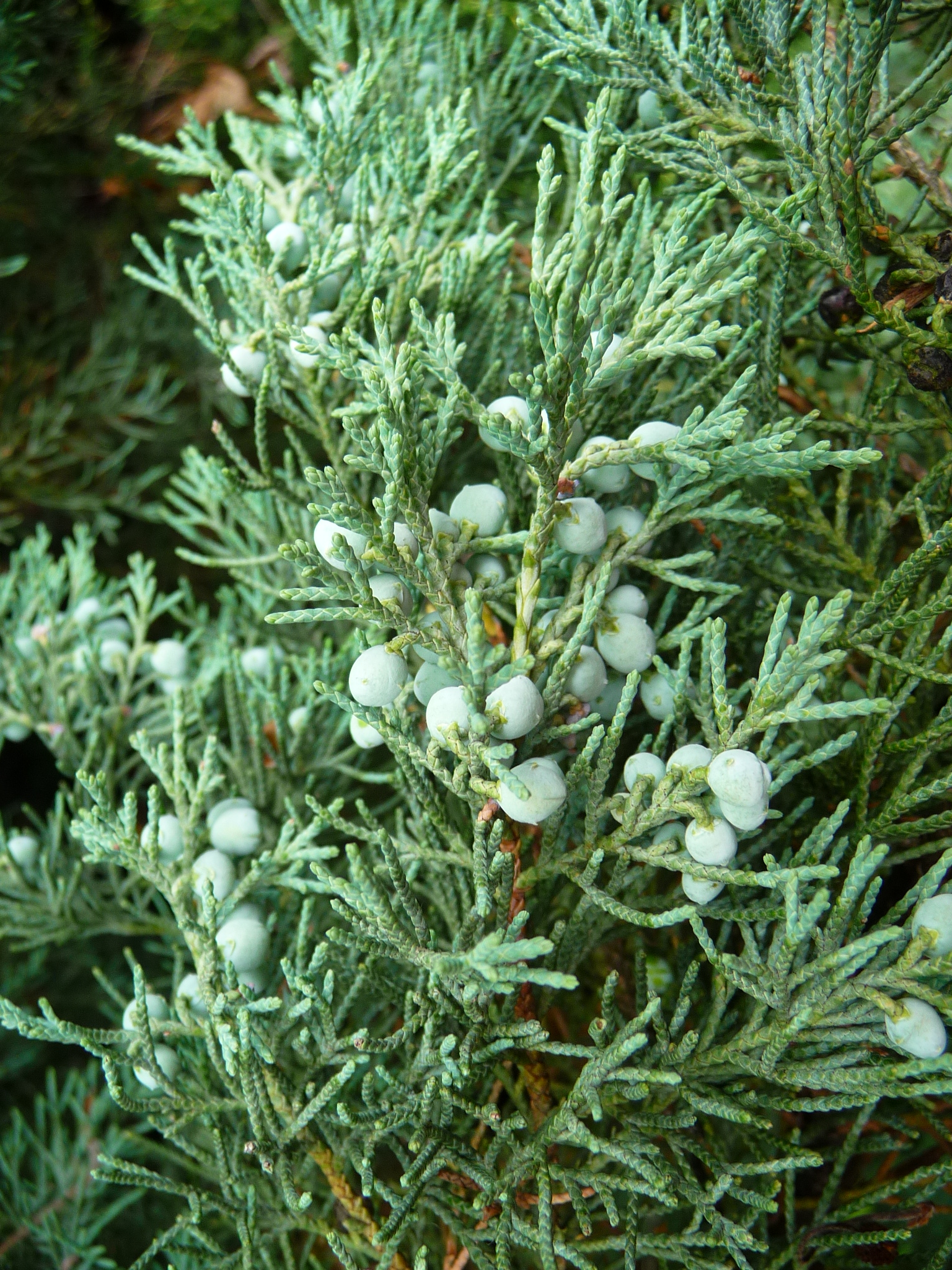
Juniperus virginiana
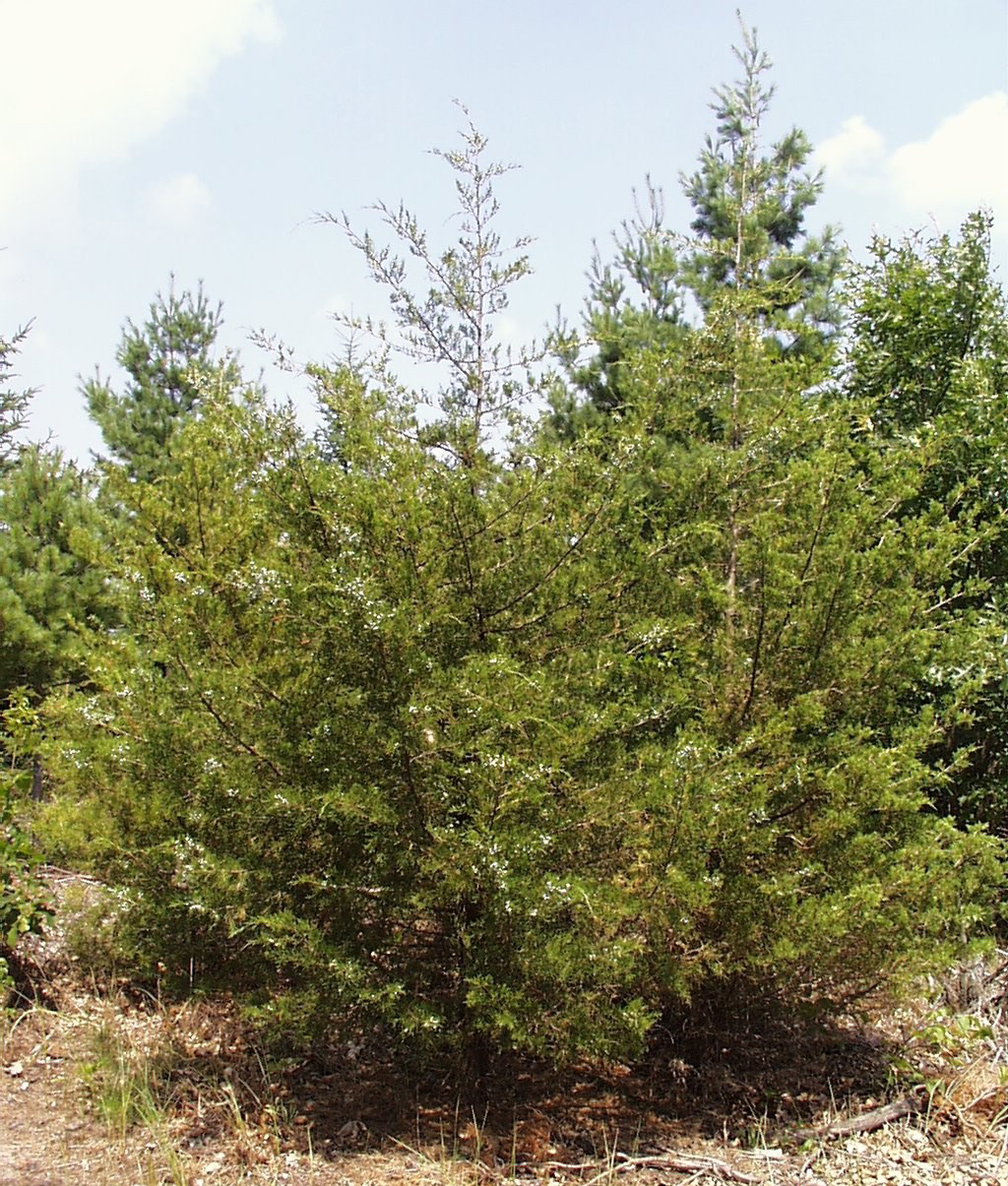
Juniperus virginiana
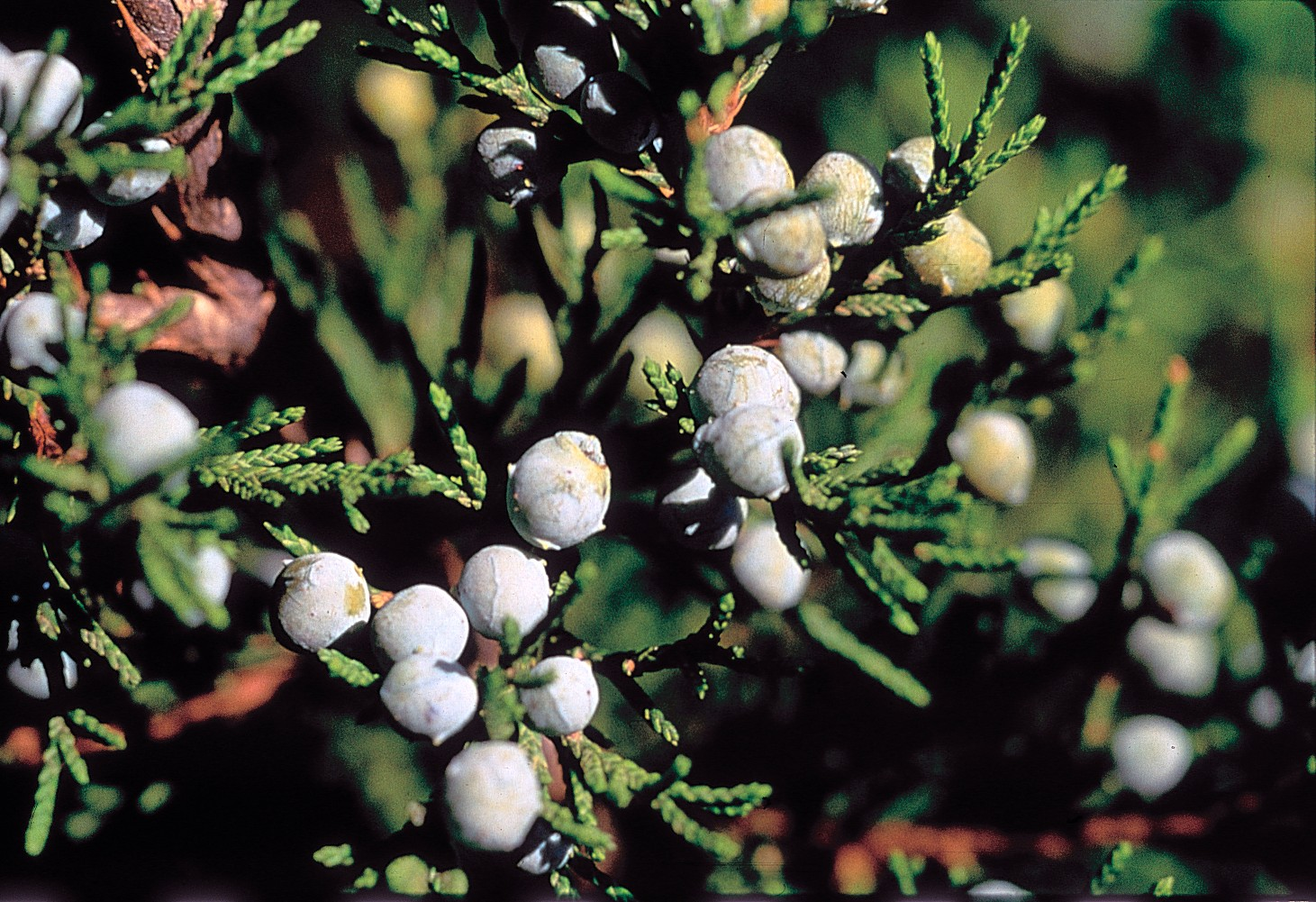
Juniperus virginiana
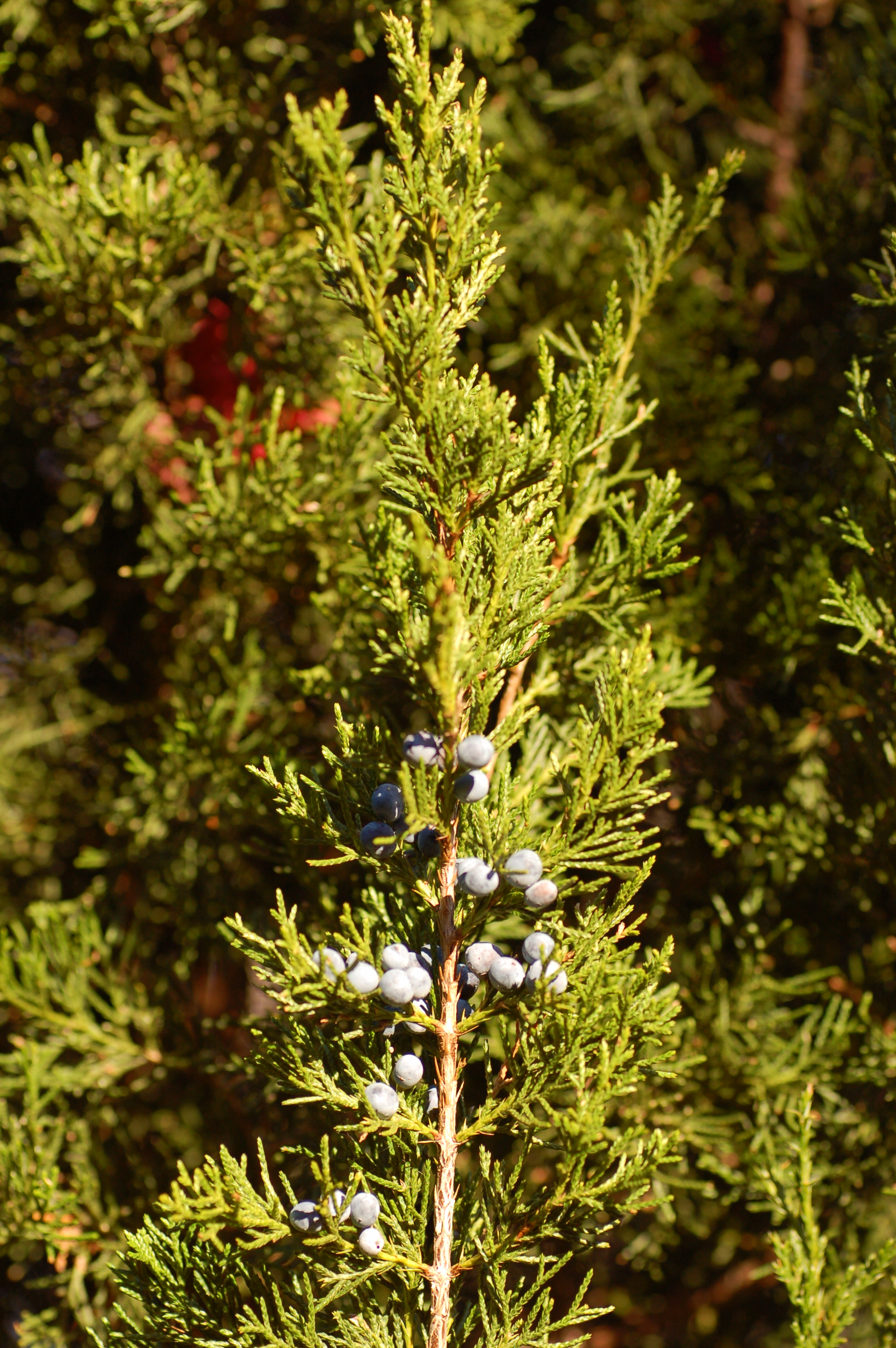
Juniperus virginiana Sorte 'Corcorcor'
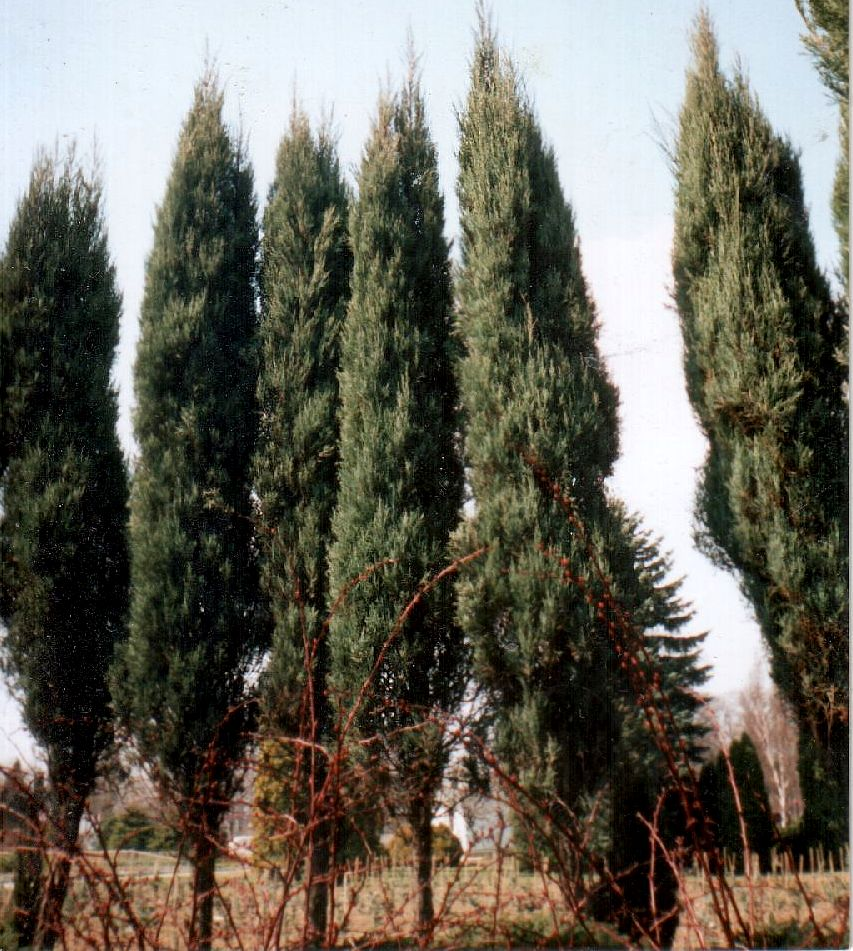
Juniperus virginiana Sorte 'Skyrocket'